# Lever Brothers

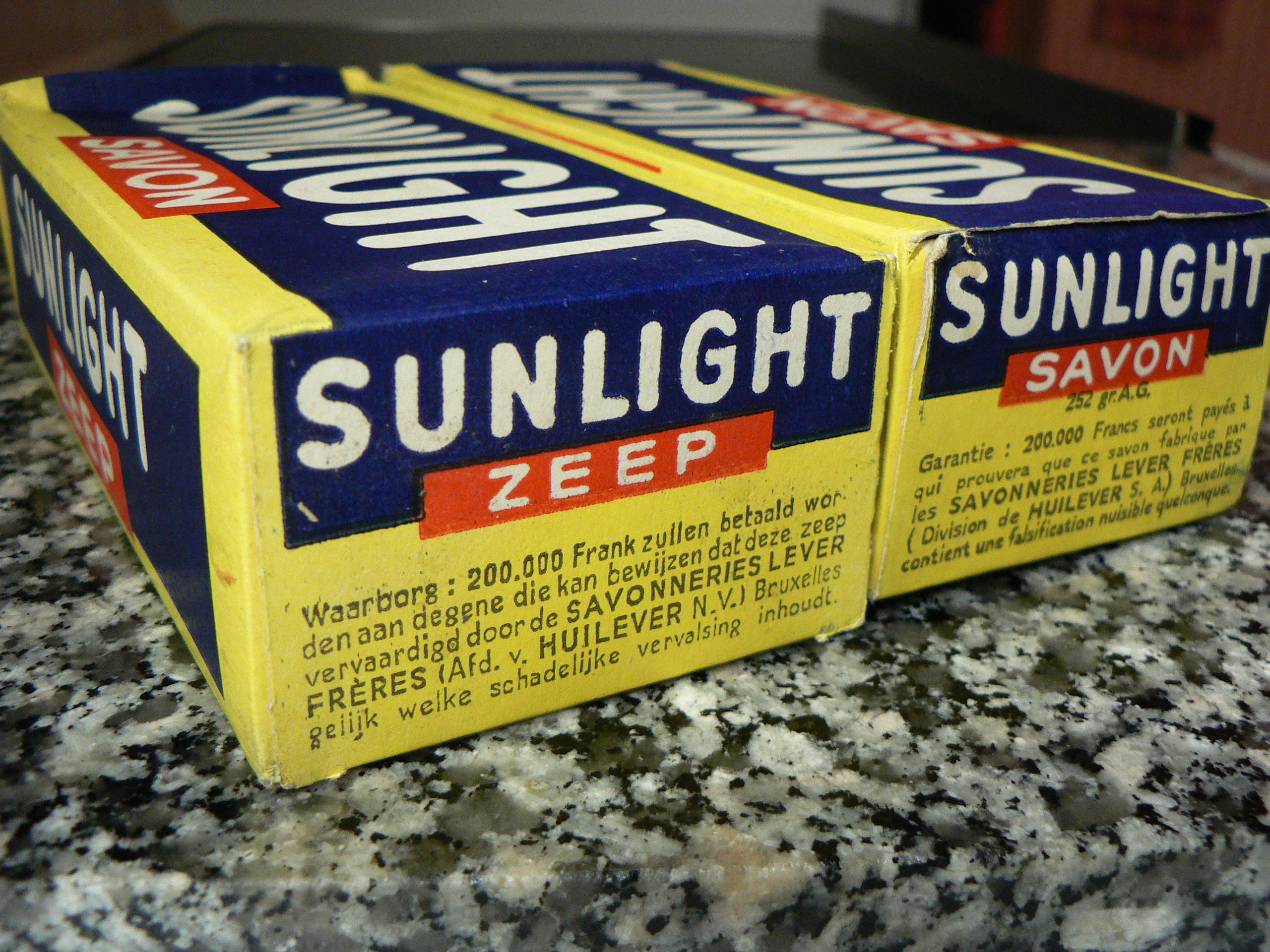
Lever's Sunlight-zeep

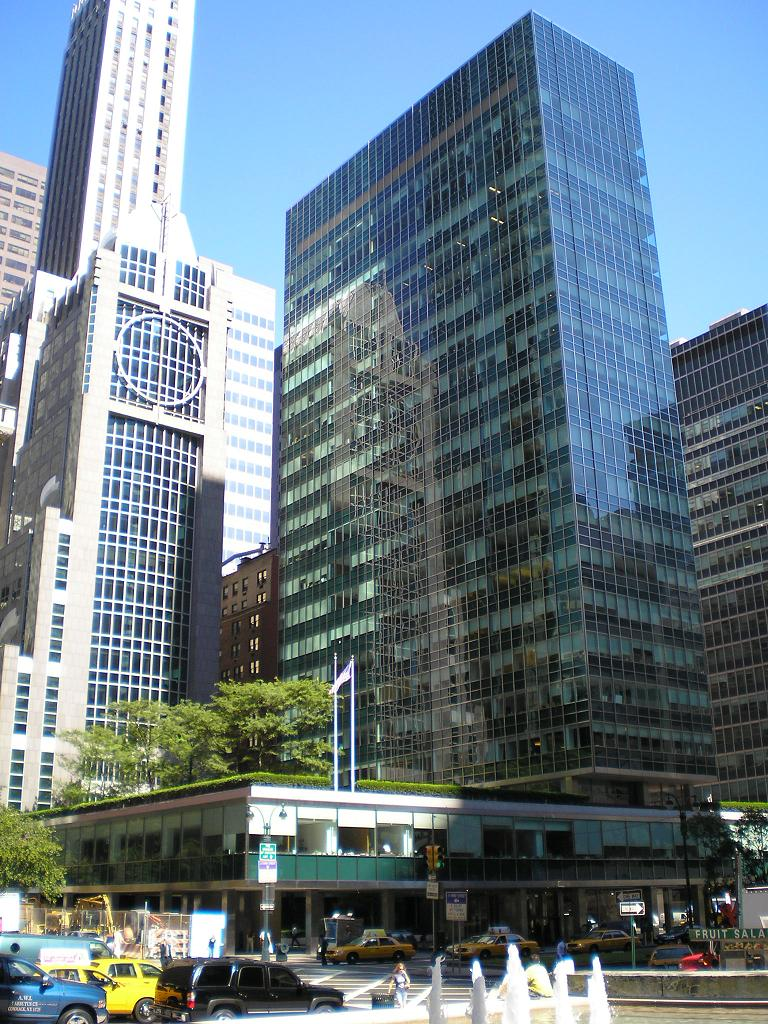
Lever House (New York)

Lever Brothers was een Britse zeepproducent opgericht in 1886 door William Hesketh Lever samen met zijn broer James. In 1930 fuseerde het bedrijf met de Nederlandse Margarine Unie (van Samuel van den Bergh en Anton Jurgens) tot Unilever.

## Geschiedenis
Het bedrijf was in 1884 een van de eerste die zeep (onder de naam Sunlight) produceerde uit plantaardige olie. In 1887 produceerde Lever and Co al ongeveer 450 ton Sunlight-zeep per week.
In dat jaar kocht William Lever een terrein voor een grote fabriek aan de oevers van de Mersey tegenover Liverpool. Hier was ook ruimte voor een dorp voor de arbeiders. Hier kwam het modeldorp Port Sunlight. Tussen 1888 en 1914 werden hier huizen gebouwd voor het personeel, met voorzieningen en gemeenschaps- en recreatiefaciliteiten.
In 1890 werd het bedrijf een naamloze vennootschap en werd Lever Brothers Ltd. Omstreeks 1900 werden in het buitenland dochterondernemingen opgericht zoals in de Verenigde Staten, Canada, Zwitserland, Australië en Duitsland.
Vanaf 1902 had Lever Brothers plantages in Salomonseilanden en de Congo. De plantages dienden om het bedrijf te voorzien van grondstoffen, zoals palmolie en kokosnoten, voor de productie van zeep. Het dochterbedrijf Lever’s Pacific Plantations Limited was verantwoordelijk voor de plantages op de eilanden en Huileries du Congo Belge in Congo. In Congo beschikte het bedrijf over 250 km² grond en in 1925 werkten er al ongeveer 25.000 mensen in Centraal Afrika voor het bedrijf.
In 1904 werd het schuurpoeder Vim geïntroduceerd. Diverse bedrijven werden overgenomen zoals Hodgson and Simpson en Vinolia Ltd, allebei in 1906, RS Hudson uit Liverpool in 1909, Christopher Thomas and Brothers in 1912 en Pears Soap in 1917. In 1907 werd een verkoopkantoor in Schiedam geopend. In 1909 werd een stuk grond in Vlaardingen gekocht voor een zeepfabriek, maar de bouw begon pas in 1913. In 1917 vond de eerste productie plaats bij de Levers Zeepmaatschappij. In 1929 introduceerde Lever Brothers het toiletzeepmerk Lux en in datzelfde jaar werd ook het eerste margarinemerk, Planters, op de markt geïntroduceerd.
In 1930 fuseerde Lever Brothers met het Nederlandse bedrijf, Margarine Unie, een fabrikant van margarine en zeep. De twee zijn verder gegaan als Unilever. Geografisch was Margarine Unie sterk vertegenwoordigd in Midden- en Oost-Europa terwijl Lever Brothers juist een sterke positie had in Noord-Amerika.
In 1946, drie jaar nadat Lever Brothers het Amerikaanse bedrijf Pepsodent overnam, werd Charles Luckman (1909-1999), van huis uit architect maar tijdens de Grote Depressie in zaken gegaan, president van het bedrijf. In 1950 verliet Luckman het bedrijf en keerde hij terug in de architectuur, door zijn eigen firma Luckman Partnership op te richten.